# Akiko Nakagawa
Akiko Nakagawa (中川 亜紀子 Nakagawa Akiko?) es una seiyū nacida el 1 de diciembre de 1973 en Sapporo, Japón. Está casada con el famoso compositor de bandas sonoras de anime Kaoru Wada.

## Roles interpretados
Los personajes principales están en negrita:

### Anime
| Año/s     | Anime                                         | Personaje/s                               | Episodios                               |
| --------- | --------------------------------------------- | ----------------------------------------- | --------------------------------------- |
| 2015-2016 | Kindaichi Shōnen no Jikenbo Returns 2ª Season | Miyuki Nanase                             | 22 episodios                            |
| 2014      | HappinessCharge PreCure!                      | Cure Pine                                 | 1 episodio (8)                          |
| 2014      | Kindaichi Shōnen no Jikenbo Returns           | Miyuki Nanase / Ran Yan                   | 25 episodios                            |
| 2013      | Hikōnin Sentai Akibaranger                    | Oficial Heroíno/Hurricane Blue/Sanae Yuru |                                         |
| 2011      | Kaizoku Sentai Gokaiger                       | Bomper                                    | 2 episodios (35-36)                     |
| 2009-2010 | Fresh Pretty Cure                             | Inori Yamabuki/Cure Pine                  | 8 episodios (1-8; Inori, 3-8; Cure)     |
| 2009-2010 | InuYasha: Kanketsu-hen                        | Sōta Higuarashi                           | 8 episodios                             |
| 2009      | Maria Holic                                   | Cure Pine                                 | 1 episodio (12)                         |
| 2008-2009 | Engine Sentai Go-onger                        | Bomper                                    | 47 episodios                            |
| 2008      | World Destruction: Sekai Bokumetsu no Rokunin | Riran                                     | 5 episodios (aprox.)                    |
| 2006      | Rockman.EXE Beast+                            | Kero Midorikawa/Toadman.EXE               | Indefinidos                             |
| 2005-2006 | Rockman.EXE Beast                             | Toadman.EXE                               | Indefinidos                             |
| 2006-2007 | Futari wa Pretty Cure Splash Star             | Kayo Andou                                | Episodio 9                              |
| 2005      | Tsubasa: Crónicas de Sakura                   | Agente Secreto B                          | 1 episodio (9)                          |
| 2004-2005 | Rockman.EXE Stream                            | Kero Midorikawa/Toadman.EXE               | Indefinidos                             |
| 2004-2005 | Futari wa Pretty Cure                         | Chiaki Yabe                               | Episodio 45                             |
| 2004      | Maria-sama ga Miteru                          | Shiori Kubo                               | 2 episodios (10-11)                     |
| 2004      | SD Gundam Force                               | Sayla                                     | 50 episodios (aprox.)                   |
| 2003-2004 | Rockman.EXE Axess                             | Kero Midorikawa/Toadman.EXE               | Indefinidos                             |
| 2003-2004 | Tantei Gakuen Q                               | Sumika Kurita                             | Indefinidos                             |
| 2003      | Happy Lesson Advance                          | Kanna Togakushi                           | 13 episodios                            |
| 2002-2003 | Rockman.EXE                                   | Kero Midorikawa/Toadman.EXE               | Indefinidos                             |
| 2002      | Tokyo Mew Mew                                 | Moe Yanagida                              | 1 episodio (1, piloto)                  |
| 2002      | Happy Lesson                                  | Kanna Togakushi                           | 12 episodios                            |
| 2001-2002 | Chicchana yuki tsukai shugaa                  | Norma                                     | 24 episodios                            |
| 2001      | One Piece                                     | Miss Goldenweek                           | 5 episodios (70, 72-73, 75-76)          |
| 2000-2004 | InuYasha                                      | Sōta Higuarashi                           | 22 episodios                            |
| 1997-2000 | Kindaichi Shōnen no Jikenbo                   | Miyuki Nanase                             | 148 episodios                           |
| 1997-1998 | Fortune Quest L                               | Pastel G. King                            | 26 episodios                            |
| 1996-1998 | Kodomo no omocha                              | Mako Sonoda/Yui                           | 1 episodio (21, Yui) + ¿? (Mako Sonoda) |
| 1994-1995 | Macross 7                                     | Sivil/Chica de las Flores                 | 49 episodios                            |

#### Apariciones por episodios
- Episodios de InuYasha en los que aparece su personaje de Sōta Higuarashi: 1, 3-4, 6, 11-12, 38, 47-48, 60, 62, 69, 75, 82, 89-90, 97, 100, 127-128, 137, 145
- Episodios de InuYasha: Kanketsuhen en los que aparece su personaje de Sōta Higuarashi: 1, 3, 16, 18-19, 21, 25-26
- Episodios de Macross 7 en los que aparece su personaje de Sivil:17-34, 36-39, 42, 47-49 (26 episodios)

### OVA
| Año/s     | OVA                                                         | Procedencia                 | Personaje           | N.º OVAs |
| --------- | ----------------------------------------------------------- | --------------------------- | ------------------- | -------- |
| 2012-2013 | Kindaichi Shōnen no Jikenbo: Kuromajutsu Satsujin Jiken-hen | Kindaichi Shōnen no Jikenbo | Miyuki Nanase       | 2 OVAs   |
| 2004      | Happy Lesson The Final                                      | Happy Lesson                | Kanna Togakushi     | 3 OVAs   |
| 2002-2003 | Yokohama Kaidashi Kikō: Quiet Country Cafe                  | Yokohama Kaidashi Kikō      | Kokone Takatsu      | 2 OVAs   |
| 1998      | Yokohama Kaidashi Kikō                                      |                             | Kokone Takatsu      | 2 OVAs   |
| 1995      | Macross 7 Encore                                            | Macross 7                   | Chica de las Flores | 3 OVAs   |
| 1993-1994 | Fortune Quest: Yo ni mo Shiawase na Bōkensha-tachi          | Fortune Quest L             | Pastel G. King      | 4 OVAs   |

### Películas
| Año/s | Película                                                                      | Procedencia           | Personaje                |
| ----- | ----------------------------------------------------------------------------- | --------------------- | ------------------------ |
| 2013  | Eiga Precure All Stars New Stage 2: Kokoro no Tomodachi                       | Futari wa Pretty Cure | Inori Yamabuki/Cure Pine |
| 2012  | Eiga Precure All Stars New Stage: Mirai no Tomodachi                          | Futari wa Pretty Cure | Inori Yamabuki/Cure Pine |
| 2011  | Eiga Precure All Stars DX3: Mirai no Todoke! Sekai wo Tsunagu Nijiiro no Hana | Futari wa Pretty Cure | Inori Yamabuki/Cure Pine |
| 2010  | Eiga Precure All Stars DX2: Kibō no Hikari - Rainbow Jewel wo Mamore!         | Futari wa Pretty Cure | Inori Yamabuki/Cure Pine |
| 2009  | Eiga Precure All Stars DX: Minna Tomodachi - Kiseki no Zen'in Daishūgō        | Futari wa Pretty Cure | Inori Yamabuki/Cure Pine |
| 2009  | Eiga Fresh Precure! Omocha no Kuni wa Himitsu ga Ippai!?                      | Futari wa Pretty Cure | Inori Yamabuki/Cure Pine |
| 2005  | Rockman.EXE: Hikari to Yami no Program                                        | Rockman.EXE           | Toadman.EXE              |
| 2002  | InuYasha: Kagami no Naka no Mugenjō                                           | InuYasha              | Sōta Higuarashi          |
| 2001  | InuYasha: Toki wo Koeru Omoi                                                  | InuYasha              | Sōta Higuarashi          |
| 1995  | Macross 7: Ginga ga Ore wo Yonde Iru                                          | Macross 7             | Chica de las Flores      |

### Especiales
| Año/s | Especial                                                    | Procedencia                 | Personaje       | Notas        |
| ----- | ----------------------------------------------------------- | --------------------------- | --------------- | ------------ |
| 2007  | Kindaichi Shōnen no Jikenbo Specials                        | Kindaichi Shōnen no Jikenbo | Miyuki Nanase   | 2 especiales |
| 2003  | Chicchana Yukitsukai Sugar Specials                         | Chicchana Yukitsukai Sugar  | Norma           | 2 especiales |
| 2002  | Happy Lesson: Hōka Hōka Kanna to Futari Kiri                | Happy Lesson                | Kanna Togakushi | 1 especial   |
| 1997  | Kindaichi Shōnen no Jikenbo: Shinigami Byōin Satsujin Jiken | Kindaichi Shōnen no Jikenbo | Miyuki Nanase   | 1 especial   |

### Web
| Año/s | Título                            | Procedencia           | Personaje | Tipo     |
| ----- | --------------------------------- | --------------------- | --------- | -------- |
| 2011  | Precure kara Minna e no Ōen Movie | Futari wa Pretty Cure | Cure Pine | Película |

### Otros Papeles
- Remi, Flame of Recca
- Susanna, Shamanic Princess